# Mare de Déu del Roser d'Aubèrt
Mare de Déu del Roser d'Aubèrt és una església amb elements romànics i renaixentistes del poble d'Aubèrt al municipi de Vielha e Mijaran (Vall d'Aran) inclosa a l'Inventari del Patrimoni Arquitectònic de Catalunya.

## Descripció
És una església d'una sola nau, originàriament romànica (nau i volta), i que posteriorment, al segle xvi, es va substituir l'absis semicircular per un de planta quadrada que serveix de base per a una torre de campanes, adjunta a la resta de l'edifici.

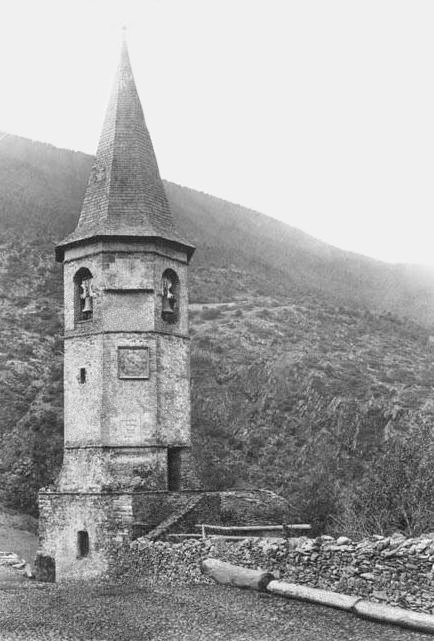
Campanar de l'església de la Mare di Diu deth Roser d'Aubèrt (entre 1888 i 1916)

El campanar està adossat a l'extrem de llevant de l'església, de planta baixa quadrada amb dos pisos octogonals al damunt.Disposa d'una porta d'accés mitjançant escala exterior a la cara Nord i consta de vuit obertures (una per cara) al pis superior. En una de les arestes es troba encastada una làpida funerària romana on s'observa un bust femení encerclat dins un arc de mig punt sostingut per columnes amb capitells. A la part inferior d'aquesta làpida hi ha un forat, a la part superior del qual sembla haver una inscripció numèrica (1740) que podria representar l'any de construcció del campanar. La porta d'entrada, d'arc semiesfèric dovellat, és situada al mur de migdia on també hi ha una finestra espitllera romànica. La nau és coberta amb volta de canó reforçada per dos arcs torals molts sobresortits que recolzen sobre els ressalts que neixen dels murs laterals.
Té un peu d'altar monolític de 80 cm d'alçada, 45 cm d'ample i 25 cm de gruix, molt mal tallat i forma rectangular sense decoració. A la part central hi ha una cavitat a mode de reliquiari. També hi ha una pica beneitera d'1 m d'alçada total. El vas és molt petit, de 20 cm de diàmetre i 15 cm d'alçada. A la part inferior hi ha esculpit en alt relleu un cap humà. La pica està sostinguda per una esvelta columna de 85 cm d'alçada.
S'hi troba una estela cinerària romana de marbre, d'un mig metre de llargada. A la part superior, sota un arc de mig punt suportat per columnes amb capitells clàssics, hi ha esculpit un bust femení amb un senzill tocat de cabell, parit i recollit darrere. A la part inferior de l'estela hi ha una profunda concavitat rectangular per les ablucions. Està encastada al campanar.